# Algirdas Saudargas
Algirdas Saudargas (Kaunas, 17 aprile 1948) è un politico lituano, più volte Ministro degli affari esteri.

## Biografia
Esponente del partito conservatore Unione della Patria - Democratici Cristiani di Lituania, è stato firmatario dell'Atto di Restaurazione dello Stato di Lituania nel 1990. Primo ministro degli esteri nella storia della Repubblica Lituana, è annoverato tra i fondatori del Consiglio degli Stati del mar Baltico.